# Eleição municipal de Aracaju em 1996
A eleição municipal de Aracaju em 1996 ocorreu em 3 de outubro do mesmo ano, para a eleição de um prefeito, um vice-prefeito e mais 21 vereadores. O prefeito era Almeida Lima (PDT) que terminaria seu mandato em 1 de janeiro de 1997. João Gama (PMDB) foi eleito prefeito de Aracaju no segundo turno ocorrido em 15 de novembro de 1996, governando a cidade pelo período de 1º de janeiro de 1997 a 31 de dezembro de 2000.

## Candidatos a prefeito
|  | Nº | Candidato(a) a prefeito | Candidato(a) a prefeito                                       | Candidato(a) a vice-prefeito | Candidato(a) a vice-prefeito                          | Coligação |
|  | -- | ----------------------- | ------------------------------------------------------------- | ---------------------------- | ----------------------------------------------------- | --- |
|  | 18 |                         | Ailton Falcão (PST) Ailton Pita Falcão                        |                              | Carlos Fernando (PST) Carlos Fernando                 | "Aracaju A Hora é Agora" - Partido Social Trabalhista (PST) - Partido da Reconstrução Nacional (PRN)                                               |
|  | 43 |                         | Antônio Leite (PV) Antônio dos Santos Leite                   |                              | Ubaldina Brandão (PV) Ubaldina Brandão                | Partido não coligado - Partido Verde (PV) |
|  | 16 |                         | Francisco Gualberto (PSTU) Francisco Gualberto da Rocha       |                              | Rômulo Rodrigues (PSTU) Rômulo Rodrigues              | Partido não coligado - Partido Socialista dos Trabalhadores Unificado (PSTU)                                                                       |
|  | 12 |                         | Garibalde Mendonça (PDT) Luiz Garibalde Rabelo de Mendonça    |                              | Pastor Antônio (PDT) Antônio dos Santos               | "Aracaju Pede Bis" - Partido Democrático Trabalhista (PDT) - Partido Trabalhista Brasileiro (PTB)                                                  |
|  | 13 |                         | Ismael Silva (PT) Ismael Silva Santos                         |                              | Sílvio dos Santos (PT) Sílvio dos Santos              | "Aracaju do Povo" - Partido dos Trabalhadores (PT) - Partido Comunista do Brasil (PCdoB) - Partido Comunista Brasileiro (PCB)                      |
|  | 33 |                         | Bosco França (PMN) João Bosco França Cruz                     |                              | Genisson Cruz (PMN) Genisson Cruz da Silva            | "Compromisso com Aracaju" - Partido da Mobilização Nacional (PMN) - Partido Progressista Brasileiro (PPB) - Partido Republicano Progressista (PRP) |
|  | 15 |                         | João Gama (PMDB) João Augusto Gama                            |                              | Evandro de Sena (PSB) Evandro de Sena e Silva         | "O Povo na Frente em Aracaju" - Partido do Movimento Democrático Brasileiro (PMDB) - Partido Socialista Brasileiro (PSB)                           |
|  | 70 |                         | Josevalter Araújo (PTdoB) Josevalter Souza Araújo             |                              | Clemildes Matos (PTN) Clemildes Matos                 | "Aracaju Crescendo" - Partido Trabalhista do Brasil (PTdoB) - Partido Trabalhista Nacional (PTN) - Partido Social Cristão (PSC)                    |
|  | 25 |                         | Maria do Carmo Alves (PFL) Maria do Carmo do Nascimento Alves |                              | Mendonça Prado (PFL) José de Araújo Mendonça Sobrinho | "Aracaju Quer Maria" - Partido da Frente Liberal (PFL) - Partido Liberal (PL) - Partido Popular Socialista (PPS)                                   |
|  | 27 |                         | Ricardo Leite (PSDC) Ricardo Santos Silva Leite               |                              | Said Jorge Novaes (PSDC) Said Jorge Novaes Schoucair  | Partido não coligado - Partido da Social Democracia Cristã (PSDC)                                                                                  |

## Resultado da eleição para prefeito
| 1º Turno 3 de outubro de 1996 | 1º Turno 3 de outubro de 1996 | 1º Turno 3 de outubro de 1996 | 1º Turno 3 de outubro de 1996 |
| Candidato(a)                  | Vice                          | Votação                       | Votação                       |
| Candidato(a)                  | Vice                          | Total                         | Porcentagem                   |
| ----------------------------- | ----------------------------- | ----------------------------- | ----------------------------- |
| João Gama (PMDB)              | Evandro de Sena e Silva (PSB) | 47.728                        | 25,53%                        |
| Ismael Silva (PT)             | Sílvio dos Santos (PT)        | 47.053                        | 25,17%                        |
| Maria do Carmo Alves (PFL)    | Mendonça Prado (PFL)          | 40.764                        | 21,80%                        |
| Garibalde Mendonça (PDT)      | Pastor Antônio (PDT)          | 38.141                        | 20,40%                        |
| Bosco França (PMN)            | Genisson Cruz (PMN)           | 6.742                         | 3,60%                         |
| Ricardo Leite (PSDC)          | Said Jorge Novaes (PSDC)      | 2.716                         | 1,45%                         |
| Francisco Gualberto (PSTU)    | Rômulo Rodrigues (PSTU)       | 1.713                         | 0,92%                         |
| Ailton Falcão (PST)           | Carlos Fernando (PST)         | 1.092                         | 0,58%                         |
| Antônio Leite (PV)            | Ubaldina Brandão (PV)         | 897                           | 0,48%                         |
| Josevalter Araújo (PTdoB)     | Clemildes Matos (PTN)         | 125                           | 0,07%                         |
| Total de votos válidos        | Total de votos válidos        | 186.971                       | 100,00%                       |
| Votos apurados                |                               |                               |                               |
| Votos válidos                 | Votos válidos                 | 186.971                       | 88,81%                        |
| Votos em branco               | Votos em branco               | 2.231                         | 1,06%                         |
| Votos nulos                   | Votos nulos                   | 21.332                        | 10,13%                        |
| Total de votos apurados       | Total de votos apurados       | 210.534                       | 100,00%                       |
| Eleitores                     |                               |                               |                               |
| Comparecimento                | Comparecimento                | 210.534                       | 84,10%                        |
| Abstenções                    | Abstenções                    | 39.806                        | 15,90%                        |
| Total de eleitores            | Total de eleitores            | 250.340                       | 100,00%                       |

| 2º Turno 15 de novembro de 1996 | 2º Turno 15 de novembro de 1996 | 2º Turno 15 de novembro de 1996 | 2º Turno 15 de novembro de 1996 |
| Candidato(a)                    | Vice                            | Votação                         | Votação                         |
| Candidato(a)                    | Vice                            | Total                           | Porcentagem                     |
| ------------------------------- | ------------------------------- | ------------------------------- | ------------------------------- |
| João Gama (PMDB)                | Evandro de Sena e Silva (PSB)   | 98.816                          | 53,36%                          |
| Ismael Silva (PT)               | Sílvio dos Santos (PT)          | 86.367                          | 46,64%                          |
| Total de votos válidos          | Total de votos válidos          | 185.183                         | 100,00%                         |
| Votos apurados                  |                                 |                                 |                                 |
| Votos válidos                   | Votos válidos                   | 185.183                         | 90,42%                          |
| Votos em branco                 | Votos em branco                 | 2.445                           | 1,19%                           |
| Votos nulos                     | Votos nulos                     | 17.181                          | 8,39%                           |
| Total de votos apurados         | Total de votos apurados         | 204.809                         | 100,00%                         |
| Eleitores                       |                                 |                                 |                                 |
| Comparecimento                  | Comparecimento                  | 204.809                         | 81,81%                          |
| Abstenções                      | Abstenções                      | 45.531                          | 18,19%                          |
| Total de eleitores              | Total de eleitores              | 250.340                         | 100,00%                         |

## Vereadores eleitos
Representação eleita
  PFL: 3
  PSDB: 3
  PTB: 3
  PDT: 3
  PMDB: 3
  PSB: 2
  PMN: 1
  PPB: 1
  PT: 1
  PCdoB: 1

Fonteː
| Número | Vereadores eleitos         | Partido | Votação | Percentual |
| 25634  | Adelson Barreto            | PFL     | 4.599   | 2,49%      |
| 45612  | Jidenal Santos             | PSDB    | 3.333   | 1,80%      |
| 14625  | Evando Franca              | PTB     | 2.755   | 1,49%      |
| 33620  | Augusto Bezerra            | PMN     | 2.750   | 1,49%      |
| 40640  | Elber Batalha              | PSB     | 2.420   | 1,31%      |
| 11666  | Pedro Firmino              | PPB     | 2.268   | 1,23%      |
| 45699  | Nazaré Carvalho            | PSDB    | 2.226   | 1,20%      |
| 45613  | Sérgio Góes                | PSDB    | 2.191   | 1,19%      |
| 40654  | Renilson Félix             | PSB     | 2.022   | 1,09%      |
| 13666  | Antônio Samarone           | PT      | 2.013   | 1,09%      |
| 65666  | Tânia Soares               | PCdoB   | 2.013   | 1,09%      |
| 12633  | Nitinho                    | PDT     | 1.985   | 1,07%      |
| 25690  | Pastor Daniel Fortes       | PFL     | 1.786   | 0,97%      |
| 25644  | Motinha                    | PFL     | 1.715   | 0,93%      |
| 15666  | Alcivan Menezes            | PMDB    | 1.667   | 0,90%      |
| 14644  | José Paz                   | PTB     | 1.665   | 0,90%      |
| 12666  | Vovô Monteiro              | PDT     | 1.616   | 0,87%      |
| 12620  | Carlinhos do Santos Dumont | PDT     | 1.608   | 0,87%      |
| 15670  | Emmanuel Nascimento        | PMDB    | 1.475   | 0,80%      |
| 14614  | Carlos Pimentel            | PTB     | 1.443   | 0,78%      |
| 15680  | Pastor Jeremias            | PMDB    | 1.288   | 0,70%      |